# Impetigo
Az Impetigo amerikai death metal/goregrind/grindcore együttes volt. 1987-ben alakultak az Illinois állambeli Bloomingtonban. Lemezkiadóik: Wild Rags Records, A Whisper in Darkness, Iron Records, Morbid Records, Razorback Records. 1993-ban feloszlottak, ezután újból összeálltak egy időre, majd 2007-ben véglegesen feloszlottak. 2003-ban tribute album is készült róluk, melyeken olyan death metal/grindcore együttesek dolgozták fel az Impetigo számait, mint a Mortician, Last Days of Humanity, Lymphatic Phlegm, Cock and Ball Torture stb. Szövegeik fő témái a vérontás, illetve a horror/kannibál filmek. Korábban "Slow Death" néven tevékenykedtek.

## Tagok
- Stevo Dobbins - ének, basszusgitár
- Mark Sawickis - gitár
- Dan Malin - dobok
- Scotty Bross - gitár

## Diszkográfia
- All We Need is Cheez (demó, 1987)
- Giallo (demó, 1989)
- Ultimo Mondo Cannibale (nagylemez, 1990)
- Antefatto (split lemez a Blood-dal, 1991)
- Buio Omega (EP, 1991)
- Faceless (EP, 1991)
- Horror of the Zombies (nagylemez, 1992)
- Primitives (split lemez a Transgressor-ral, 1999)
- Late Night Necrophiliac Fun (split lemez az Ingrowing-gal, 1999)
- Live Total Zombie Gore Holocaust (koncertalbum, 2008, posztumusz kiadás)
- Defiling the Stage (koncert-DVD, 2010, posztumusz kiadás)